# Huda Emad Hegazi
Huda Emad Hegazi (Linares, Jaén, 1998) és una periodista i corresponsal de guerra hispanopalestina.
Fins a l'any 2016 Huda Emad Hegazi va viure a Andalusia, al sud de d'Espanya, on es van instal·lar els seus pares d'origen palestí el 1985. Aquell any 2016 va viatjar a Gaza per visitar la família. I en aquell moment, el Govern egipci va barrar el pas de Rafah, i Emad, que disposava de doble nacionalitat, es va quedar a viure a la terra on tenia les seves arrels. Allà, estudià Filologia anglesa. L'octubre del 2023 es va convertir, gairebé de manera fortuita, en corresponsal de la guerra entre Israel i la Franja de Gaza. Fins aleshores, si bé havia estat col·laboradora puntual, mai no havia tingut l'experiència de cobrir un conflicte d'aquesta magnitud. Des del 7 d'octubre, va narrar el conflicte per a mitjans iranians, veneçolans, colombians i espanyols, descrivint amb detall els enfrontaments continuats, així com la manca d'aliments a l'enclavament palestí.